# Зигмунт Пулавски
Зѝгмунт Пула̀вски (на полски: Zygmunt Puławski) е полски пилот, инженер и самолетен конструктор.
Като авиоконструктор е създател на изтребители с нови решения в областта на самолетостроенето. Въвел е нова конструкция на самолетното шаси с амортисьори във фюзелажа на самолета, с което се намалява общото челно съпротивление и нова конструктивна схема-моноплани с крило „чайка“.

## Произход и младежки години
Роден е на 24 октомври 1901 г. в Люблин и там през 1920 г. завършва средно образование. През лятото на 1920 г., по време на полско-съветската война е доброволец и участва като разузнавач при разгрома на руската армия край Варшава.
През есента на 1920 г. започва обучението си във Варшавския университет по технологии, Факултет по машиностроене, където в студентския клуб по машиностроене в секцията по авиация работи по изграждане планери. Отличава се със задълбочената си работа по проектите, оценките и техническата експертиза на разработките. Разработен проект на въздухоплавателно средство през 1924 г. получава награда в конкурс на военното министерство.
В Политехнически университет се дипломира през 1925 г., след което е изпратен във Франция в компанията Breguet на специализация във връзка с производството по френски лиценз в Полша на самолета Вибо 72. Връщайки се след година, запознат с френската технология на производство, инж. Пулавски разработва и предлага собствен проект за изтребител моноплан Р-1 (Pulavski-1). След завръщането си служи в авиацията и завършва Авиационно училище (Szkołę Pilotów) в Бидгошч.

## Кариера на конструктор
От 1927 г. Пулавски работи като главен конструктор в Централното Варшавско авиационно производство (Centralnych Warsztatach Lotniczych) във Варшава, впоследствие преобразувано като Държавни авиационни заводи – (на полски: Państwowe Zakłady Lotnicze (PZL)).
По поръчка на полското правителство идеята за Р.1 се разработва и резултата е един нов и различен самолет изтребител от произвежданите в този момент.
- Целометалически самолет изтребител. Това е първият целометалически самолет изработен в PZL.
- Моноплан горноплощник с нов вид крило. Вместо аеродинамичната схема на парасола, Пулавски поставя крило тип „чайка“ – високо разположено, но свързано с фюзелажа. Такова решение значително подобрява видимостта на пилота напред, нагоре и надолу за разлика от използваните дотогава биплани или самолети с крило „парасол“.
- Нова е и схемата на шасито. Вместо използваните дотогава колесници с конструкция на триъгълна пирамида за всяка ос, новият колесник е с конструкция от плоски рамки, шарнирно окачени по дължината на фюзелажа и отварящи се навън при натоварване. Осите за колелата са свързани с телени въжета с амортисьорите, които при „отварянето“ на колесника се натягат и задействат амотисьорите на шасито поместени вътре във фюзелажа.

## Други самолети с крилото на Пулавски
Крилото създадено от инж. Пулавски се използва и от други конструктори. Известни са самолетите на Николай Поликарпов ДИ-4, И-15, И-153. По тази схема са произвеждани самолети в Чехия, Италия, Германия, Франция. Такава конструкция на крилото използва и американския двумоторен хидроплан бомбардировач – летящата лодка Martin PBM-1 Mariner.

## Смърт
Загива при самолетна катастрофа на 21 март 1931 г. във Варшава.